# هوهانس مرکوتس
هُوْهانِس جوغایه‌تسی (ارمنی: Հովհաննես Ջուղայեցի؛ انگلیسی: Yovhannes Jułayetsi زادهٔ ۱۶۴۳ - درگذشته ۱۷۱۵)، نقاش اهل ارمنستان بود.

## زندگی‌نامه
وی در ۱۶۴۳ در جلفای نو، اصفهان به دنیا آمد  وی در ۱۷۱۵ در سن ۷۲ سالگی در جلفای نو درگذشت.